# Bên tóc mai không phải hải đường hồng
Bên tóc mai không phải hải đường hồng (tiếng Anh: Winter Begonia; tiếng Trung: 鬓边不是海棠红; bính âm: Bìn Biān Bùshì Hǎitánghóng) là một bộ phim truyền hình Trung Quốc của đạo diễn Huệ Giai Đống. Bộ phim được làm lại từ bộ tiểu thuyết Trung Quốc nổi tiếng cùng tên lấy bối cảnh thời kỳ chiến tranh Trung Quốc chống Nhật Bản. Phim có sự góp mặt của nhiều diễn viên nổi tiếng như Huỳnh Hiểu Minh, Doãn Chính, Xa Thi Mạn.

## Cốt truyện
Lấy bối cảnh tại Bắc Bình (Trung Hoa Dân Quốc) vào những năm 1930 lúc chiến tranh Trung – Nhật đang trong giai đoạn căng thẳng. Bên tóc mai không phải hải đường hồng là một câu chuyện tình vừa ngọt ngào vừa đau khổ lại vừa đắng cay của một thương nhân yêu nước Trình Phượng Đài (Huỳnh Hiểu Minh) với chàng đào kép tài năng Thương Tế Nhụy (Doãn Chính). Hai người đàn ông những tưởng là hai đường thẳng song song, hai thế giới đối lập không liên quan gì với nhau, ấy vậy mà cuối cùng họ lại sát cánh bên nhau, vì có cùng lý tưởng sống, không khuất phục trước giặc ngoại xâm, sẵn sàng hy sinh bảo vệ Tổ quốc.

## Diễn viên

### Nhân vật chính
| Diễn viên              | Vai diễn                | Ghi chú |
| ---------------------- | ----------------------- | ------- |
| Huỳnh Hiểu Minh 黄晓明 | Trình Phượng Đài 程凤台 |         |
| Doãn Chính 尹正        | Thương Tế Nhụy 商细蕊   |         |
| Xa Thi Mạn 佘诗曼      | Phạm Tương Nhi 范湘儿   |         |

### Nhân vật phụ
| Diễn viên                | Vai diễn                                | Ghi chú |
| ------------------------ | --------------------------------------- | ------- |
| Mễ Nhiệt 米热            | Phạm Liên 范涟                          |         |
| Lưu Mẫn 刘敏             | Trình Mỹ Tâm 程美心                     |         |
| Hoàng Tinh Nguyên 黄星羱 | Châu Hương Vân 周香芸                   |         |
| Lý Trạch Phong 李泽锋    | Đỗ Lạc Thành - Đỗ Thất 杜洛城           |         |
| Kim Sĩ Kiệt 金士傑       | Khương Vĩnh Thọ 姜荣寿                  |         |
| Đàn Kiện Thứ 檀健次      | Trần Nhẫn Hương 陈韧香                  |         |
| Đường Tằng 唐曾          | Tào Quý Tu 曹贵修                       |         |
| Lý Xuân Ái 李春嫒        | Tiểu Lai 小来                           |         |
| Uông Tịch Triều 汪汐潮   | Khương Đăng Bảo 姜登宝                  |         |
| Phương An Na 方安娜      | Thập Cửu 十九                           |         |
| Hà Thụy Hiền 何瑞贤      | Lục Nguyệt Hồng 六月红                  |         |
| Trương Dịch Hề 张译兮    | Sát Sát Nhân 察察儿                     |         |
| Bạch Băng 白冰           | Tưởng Mộng Bình 蒋梦萍                  |         |
| Trì Soái 迟帅            | Thường Chi Tân 常之新                   |         |
| Thường Thành 常铖        | Đại Thánh 大圣                          |         |
| Huỳnh Thánh Y 黄圣依     | Cổ Đại Lê 古大犁                        |         |
| Vương Mậu Lôi 王茂蕾     | Thương Cúc Trinh 商菊贞                 |         |
| Lôi Hán 雷汉             | Ninh Cửu Lang 宁九郎                    |         |
| Trình Phong 程枫         | Tiết Thiên Sơn 薛千山                   |         |
| Trịnh Long 郑龙          | Lạp Nguyệt Hồng 腊月红                  |         |
| Đỗ Thuần 杜淳            | Nguyên Tiểu Địch 原小荻                 |         |
| Trần Đô Linh 陈都灵      | Thịnh Tử Tinh 盛子晴                    |         |
| Lý Y Hiểu 李依晓         | Trình Mẫu (Mẹ đẻ Trình Phương Đài) 程母 |         |
| Trương Thiên Vận 张      | A hoàn thân cận của Phạm Tương Nhi      |         |
| Hứa Nặc 许诺             | Tuyết Chi Thành                         |         |

### Nhân vật khách mời
| Diễn viên            | Vai diễn                           | Ghi chú |
| -------------------- | ---------------------------------- | ------- |
| Mã Tô 马苏           | Nguyệt Linh 月玲                   |         |
| Mễ Tuyết 米雪        | Lão Phúc Tấn 老福晉                |         |
| Cao Vũ Nhi 高雨儿    | Du Thanh 俞青                      |         |
| Thang Tinh Mị 汤晶媚 | Tăng Ái Ngọc 曾爱玉                |         |
| Thẩm Bảo Bình 沈保平 | Hầu Lão Bản - Hầu Ngọc Khôi 侯老板 |         |

## Nhạc phim
| Số thứ tự | Tên bài hát                                          | Ca sĩ trình bày         |
| --------- | ---------------------------------------------------- | ----------------------- |
| 1         | Bên Tóc Mai Không Phải Hải Đường Hồng 鬓边不是海棠红 | Lục Hổ 陸虎             |
| 2         | Đời Này 此生                                         | Tín 信                  |
| 3         | Đời Này Kiếp Này 此生此時                            | Vương Nhất Triết 王一哲 |

## Phát sóng
| Kênh                   | Quốc gia   | Ngày đầu tiên phát sóng  | Thời gian phát sóng                                      |
| ---------------------- | ---------- | ------------------------ | -------------------------------------------------------- |
| iQIYI                  | Trung Quốc | Ngày 20 tháng 3 năm 2020 | Từ thứ Sáu đến thứ Hai lúc 20:00                         |
| iQIYI Đài Loan         | Đài Loan   | Ngày 20 tháng 3 năm 2020 | Từ thứ Sáu đến thứ Hai lúc 20:00                         |
| iQIYI Việt Nam & VieON | Việt Nam   | Ngày 20 tháng 3 năm 2020 | Từ thứ Sáu đến thứ Hai lúc 20:00 (iQIYI) & 21:30 (VieON) |
| Astro Quan Jia HD      | Malaysia   | 1 tháng 4 năm 2020       | Từ thứ Hai đến thứ Năm từ 20:00 - 22:00                  |